# C. R. Boxer
Charles Ralph Boxer (Sandown, ilha de Wight, 8 de março de 1904 — St. Albans, Hertfordshire, 27 de abril de 2000) foi um historiador britânico, notável conhecedor da história colonial portuguesa e holandesa. Em 1945, casou-se com Emily Hahn (falecida em 1997), com quem teve duas filhas.

## Educação e carreira militar
Filho do coronel Hugh Boxer e de sua esposa Jane Patterson, Charles Boxer foi educado no Wellington College e no Royal Military College, em Sandhurst. Tenente no Regimento do Lincolnshire em 1923, serviu naquele regimento durante 24 anos, até 1947. Serviu na Irlanda do Norte e, de 1930 a 1933, tradutor no Japão alocado ao Regimento de Infantaria nº 38 com base em Nara. Em 1933, formou-se como intérprete oficial da língua japonesa. Removido para Hong Kong em 1936, serviu como oficial nas tropas britânicas na China em Hong Kong, em serviços de inteligência. Em 1940, foi promovido. Ferido em ação durante o ataque japonês a Hong Kong em 8 de dezembro de 1941, foi levado pelos japoneses como prisioneiro de guerra e mantido no cativeiro até 1945. Solto, voltou ao Japão como membro da Comissão Britânica no Extremo Oriente em 1946-1947. Durante sua carreira militar, publicou cerca de 86 livros e opúsculos sobre a história do Oriente, sobretudo dos séculos XVI e XVII.

## Carreira acadêmica
Como major no Exército, aposentou-se em 1947, quando o King's College, em Londres, lhe ofereceu sua Cadeira Camões de Português, cargo que deteve por vinte anos até 1967. Em tal período, a Escola de Estudos Orientais e Africanos da Universidade de Londres o nomeou seu primeiro Professor de História do Extremo Oriente, servindo no cargo por dois anos, de 1951 a 1953.
Aposentando-se em 1967 da Universidade de Londres, Boxer aceitou o posto de professor visitante na Universidade de Indiana, onde serviu ainda como conselheiro para a Biblioteca Lilly, ou Lilly Library, em seu campus em Bloomington, Indiana. De 1969 a 1972, teve uma cadeira de história da Expansão Europeia no Ultramar na Universidade de Yale.

## Prêmios e distinções
- Doutorado honoris causa na Universidade de Utrecht, 1950
- Idem na Universidade de Lisboa, 1952
- Fellow ou Membro da Academia Britânica, 1957
- Doutorado honoris causa na Universidade Federal da Bahia, 1959
- Idem na Universidade de Liverpool, 1966
- Membro da Academia da China, Taiwan, 1966
- Cavaleiro papal da Ordem de São Gregório Magno, 1969
- Doutorado honoris causa na Universidade de Hong Kong, 1971
- Doutorado honoris causa na Universidade de Peradeniya, 1980
- Medalha de ouro do Instituto Histórico e Geográfico Brasileiro, 1986.
- Medalha Caird do Museu Nacional Marítimo, 1989
- Ordem de Santiago da Espada (Portugal)
- Grã-Cruz da Ordem do Infante Dom Henrique (Portugal)

## Trabalhos publicados
Bibliografias
- S. George West, A List of the Writings of Charles Ralph Boxer Published Between 1926 and 1984, Compiled for his Eightieth Birthday (London: Tamesis Books Ltd, 1984).
- “The Charles Boxer Bibliography,” Portuguese Studies, vol. 17, 2001, pp. 247–276.[3]

Obras selecionadas
- A Portuguese Embassy to Japan (1644-1647). Translated from an Unpublished Portuguese Ms. etc. (Kegan Paul, 1928); republicada em 1979
- Jan Compagnie in Japan, 1660-1817. An Essay (Martinus Nijhoff, 1936); republished 1950 & 1968
- Fidalgos in the Far East, 1550-1770. Fact and Fancy in the History of Macao (Martinus Nijhoff, 1948); republicada em 1968
- The Christian Century in Japan, 1549-1650 (University of California, 1951); republished 1967, 1974 & 1993
- Salvador de Sá and the Struggle for Brazil and Angola, 1602-1686 (Athlone Press, 1952)
- South China in the Sixteenth Century (1550-1575) (Hakluyt Society, 1953); editor
- The Dutch in Brazil, 1624-1654 (Clarendon Press, 1957)
- The Great Ship from Amacon: Annals of Macao and the Old Japan Trade, 1555-1640 (Centro de Estudos Historicos Ultramarinos, 1959)
- The Tragic History of the Sea, 1589-1622 (Hakluyt Society, 1959); editor, republished 2001
- The Colour Question in the Portuguese Empire, 1415-1825 (Oxford University Press, 1961)
- The Golden Age of Brazil, 1695-1750: Growing Pains of a Colonial Society (University of California, 1962)
- The Dutch Seaborne Empire, 1600-1800 (Hutchinson, 1965); The "History of Human Society" series
- Portuguese Society in the Tropics: Municipal Councils of Goa, Macao, Bahia and Luanda, 1510-1800 (University of Wisconsin, 1965)
- Francisco Vieira de Figueiredo: A Portuguese Merchant-Adventurer in South-East Asia, 1624-1667 (Martinus Nijhoff, 1967)
- Some Literary Sources for the History of Brazil in the Eighteenth Century. The Taylorian Lecture delivered 9 May 1967 (Clarendon Press, 1967)
- Further Selections from The Tragic History of the Sea, 1559-1565 (Hakluyt Society, 1968); editor
- The Portuguese Seaborne Empire, 1415-1825 (Hutchinson, 1969); The "History of Human Society" series; traduzido como Império Marítimo Português (edição brasileira).
- Mary and Misogyny: Women in Iberian Expansion Overseas 1415-1815. Some Facts, Fancies and Personalities (Duckworth, 1975)
- The Church Militant and Iberian Expansion, 1440-1770 (Johns Hopkins University, 1978); republicada em 2001
- Portuguese India in the Mid-Seventeenth Century (Oxford University Press, 1980)
- From Lisbon to Goa, 1500-1750: Studies in Portuguese Maritime Enterprise (Routledge, 1984)
- Portuguese Merchants and Missionaries in Feudal Japan, 1543-1640 (Routledge, 1986)
- Dutch Merchants and Mariners in Asia, 1602-1795 (Routledge, 1988)
- The Journal of Maarten Harpertszoon Tromp. Anno 1639 (Cambridge University Press, 2015); editor